# Овчарово (Хасковская область)
Овчарово (болг. Овчарово) — село в Болгарии. Находится в Хасковской области, входит в общину Харманли. Население составляет 169 человек.

## Политическая ситуация
В местном кметстве Овчарово, в состав которого входит Овчарово, должность кмета (старосты) исполняет Яна Георгиева Иванова (коалиция трёх партий: Болгарская социалистическая партия, Болгарская социал-демократия, политический клуб «Фракия») по результатам выборов.
Кмет (мэр) общины Харманли — Михаил Христов Лисков (коалиция трёх партий: Болгарская социалистическая партия, Болгарская социал-демократия, политический клуб «Фракия») по результатам выборов в правление общины.